# Luthereiche Strehlen

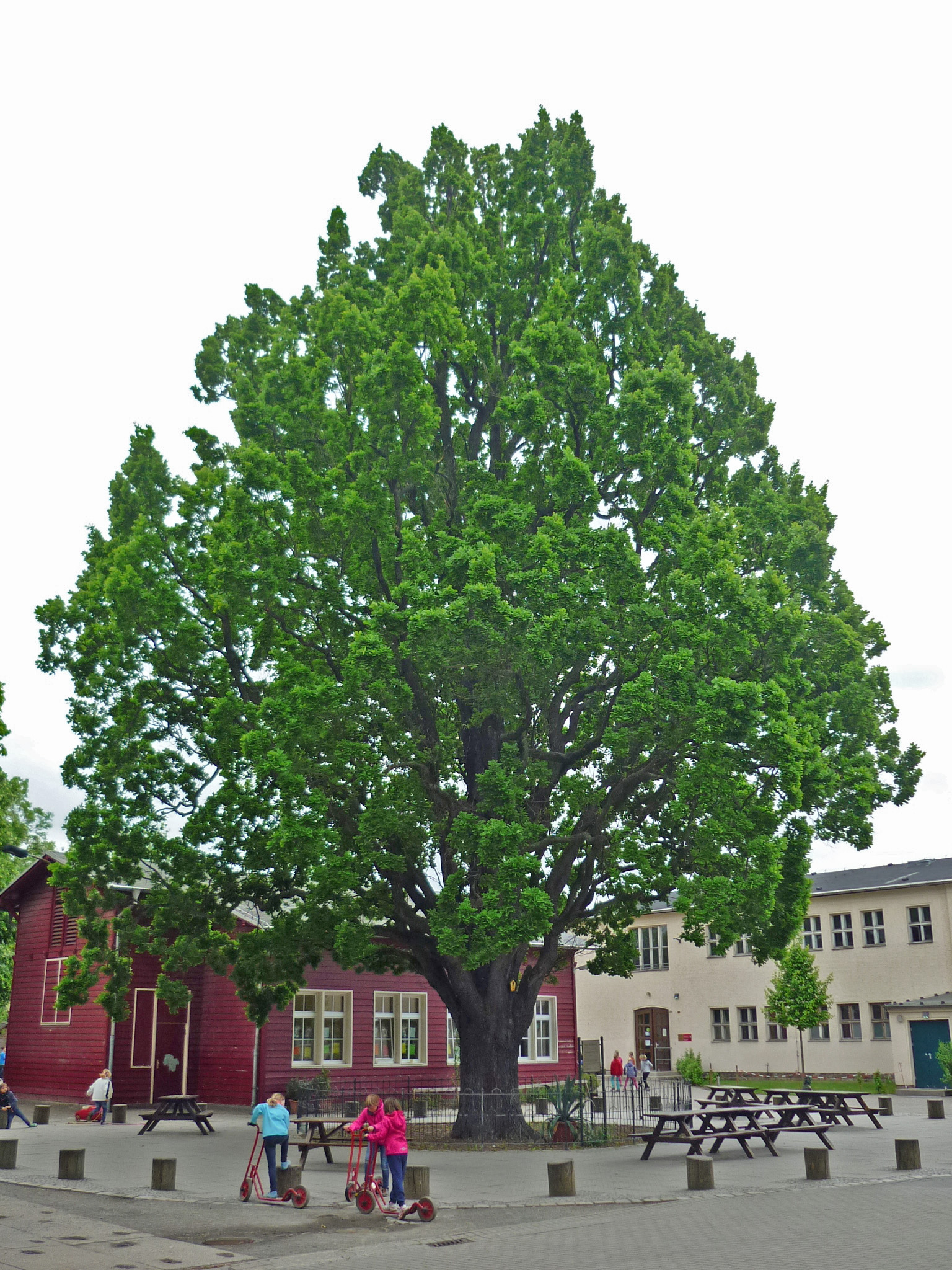
Luthereiche Strehlen, 2015

Die Luthereiche Strehlen ist ein 1883 zum 400. Geburtstag des Reformators Martin Luther gepflanzter Gedenkbaum in Dresden. Unter der Bezeichnung Säuleneiche Schule Mockritzer Straße wird der Baum seit 1998 als Naturdenkmal (ND 59) geführt. Die Säuleneiche (Quercus robur L. ‘Fastigiata’), eine Sorte der heimischen Stieleiche, ist mit einer Höhe von etwa 25 Metern, einem Kronendurchmesser von etwa 17 Metern und einem Stammumfang von 3,80 Metern eine „der schönsten Säuleneichen der Stadt Dresden.“

## Geografie
Der Standort des platzbeherrschenden Baums zentral im Schulhof der 47. Grundschule im Stadtteil Strehlen befindet sich etwa 250 Meter nordwestlich des Hugo-Bürkner-Parks im Geviert von Teplitzer Straße (vierspurige  Staatsstraße 172; südwestlich), Mockritzer Straße (nordwestlich), Lockwitzer Straße (nordöstlich) und Defreggerstraße (südöstlich).

## Geschichte

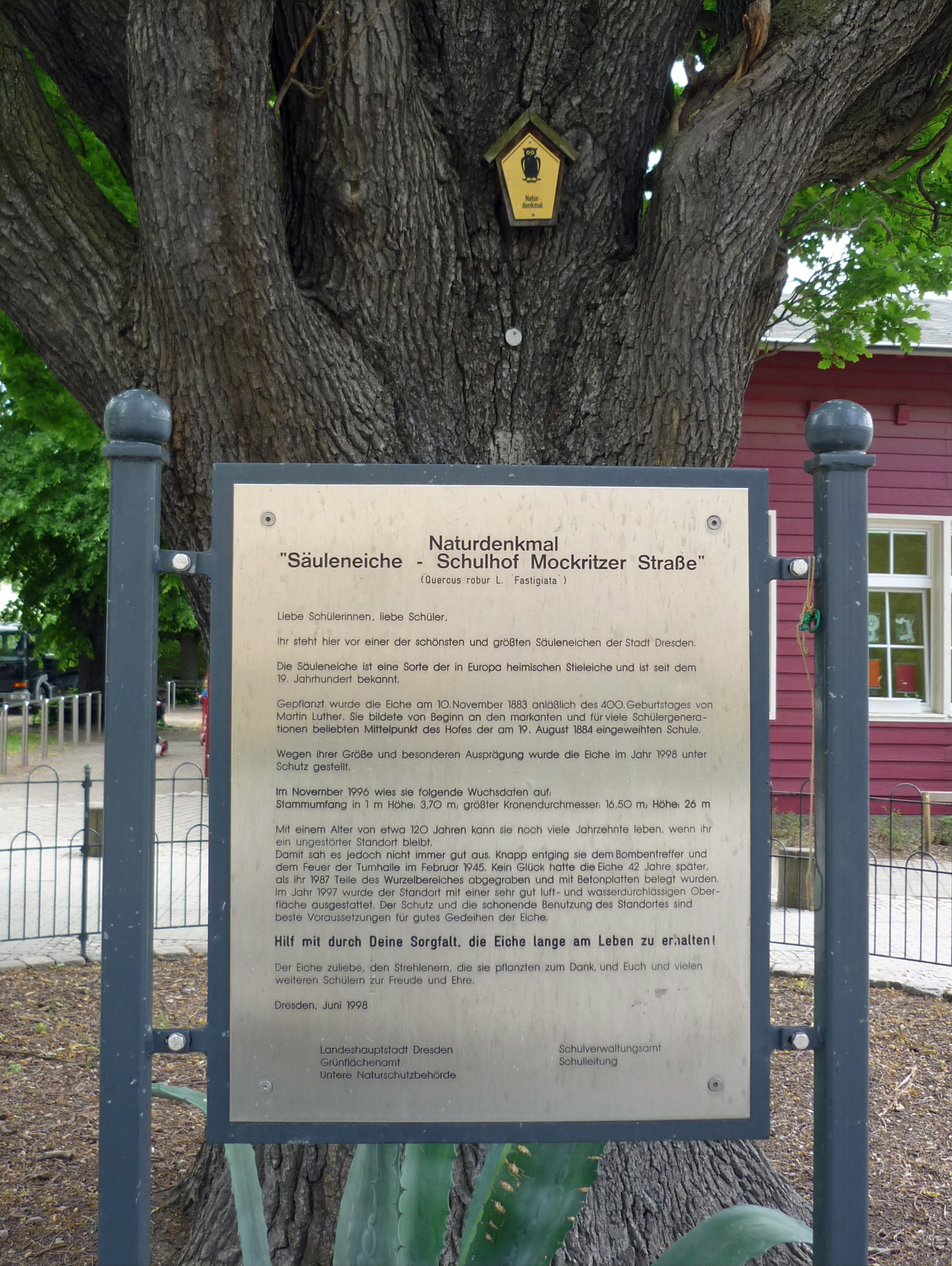
Hinweistafel und Naturschutz-Eule am Baum

Als infolge des Bevölkerungswachstums die 1828/29 errichtete Alte Schule nicht mehr ausreichte, ließ die damals noch selbständige Gemeinde Strehlen eine neue Schule erbauen, die sie am 19. August 1884 einweihte. Noch während der Bauzeit pflanzte man am 10. November 1883, an Martin Luthers 400. Geburtstag, diese Eiche auf dem Schulhof.
Der Baum überstand die Luftangriffe auf Dresden im Jahr 1945 unbeschadet, obgleich die daneben befindliche Turnhalle durch einen Bombentreffer zerstört wurde.
Bei Bauarbeiten im Jahr 1987 wurden einige Wurzeln angegraben und die Oberfläche mit Betonplatten versiegelt, um den Schülern einen trockenen Schulhof zu bieten. Für die Vitalität des Baums waren diese Arbeiten kontraproduktiv, sodass auf Bitten der Schule zu seinem Schutz 10 Jahre später der Wurzelbereich entsiegelt und der Boden ausgetauscht wurden. (Ähnliche Standortverbesserungen fanden 1998 bei den beiden Stieleichen Hüblerstraße und der Stiel-Eiche Dorfplatz Oberpoyritz statt.) Diese Arbeiten gingen einher mit einer erneuten Umgestaltung des Schulhofs.
Zur weiteren Sicherung und Erhaltung des Baums stellte die Landeshauptstadt Dresden als Untere Naturschutzbehörde den Baum im Mai 1998 als Naturdenkmal unter Schutz. Dies geschah wegen seiner besonderen Ausprägung und Eigenart sowie aus kulturhistorischen und gehölzkundlichen Gründen. Im Rahmen eines Schulfests am 16. Juni 1998 fand die Sanierung mit der Einweihung einer Hinweistafel zur Geschichte der Eiche ihren Abschluss. Ein Zierzaun umgibt den Baum.